# Parròquia de Vietalva
La Parròquia de Vietalva (en letó: Vietalvas pagasts) és una unitat administrativa del municipi de Pļaviņas, al sud de Letònia. Abans de la reforma territorial administrativa de l'any 2009 pertanyia al raion d'Aizkraukle.

## Pobles, viles i assentaments
- Vietalva (centre parroquial)
- Odziena
- Alūnēni
- Benckalni
- Bites
- Jaunāmuiža
- Kaivēni

## Hidrografia

### Rius
- Labonīte
- Naskāne
- Pelve
- Šubraka
- Veseta

### Llacs i embassaments
- Alvīšezers
- Vabulītis